# Paulo R. Holvorcem
| Asteroides descubiertos: 197 (hasta septiembre de 2016)                    | Asteroides descubiertos: 197 (hasta septiembre de 2016) |
| -------------------------------------------------------------------------- | ------------------------------------------------------- |
| (17288) 2000 NZ10                                                          | 10 de julio de 2000                                     |
| (18166) 2000 PG27                                                          | 8 de agosto de 2000                                     |
| (18759) 1999 HO2                                                           | 20 de abril de 1999                                     |
| (25871) 2000 LZ26                                                          | 11 de junio de 2000                                     |
| (28910) 2000 NH11                                                          | 10 de julio de 2000                                     |
| (32143) 2000 LA27                                                          | 11 de junio de 2000                                     |
| (32168) 2000 NP9                                                           | 10 de julio de 2000                                     |
| (32172) 2000 NB11                                                          | 10 de julio de 2000                                     |
| (33925) 2000 LB27                                                          | 11 de junio de 2000                                     |
| (33944) 2000 MA                                                            | 16 de junio de 2000                                     |
| (33965) 2000 NY10                                                          | 10 de julio de 2000                                     |
| (33966) 2000 NC11                                                          | 10 de julio de 2000                                     |
| (34839) 2001 SL263 [1]                                                     | 25 de septiembre de 2001                                |
| (42354) Kindleberger [1]                                                   | 12 de febrero de 2002                                   |
| (42365) Caligiuri [1]                                                      | 12 de febrero de 2002                                   |
| (43617) 2002 CL43 [1]                                                      | 12 de febrero de 2002                                   |
| (46436) 2002 LH5 [1]                                                       | 6 de junio de 2002                                      |
| (46437) 2002 LL5 [1]                                                       | 6 de junio de 2002                                      |
| (46441) Mikepenston [1]                                                    | 10 de junio de 2002                                     |
| (46442) Keithtritton [1]                                                   | 12 de junio de 2002                                     |
| (48299) 2002 LE35 [1]                                                      | 11 de junio de 2002                                     |
| (48300) Kronk [1]                                                          | 11 de junio de 2002                                     |
| (48301) 2002 LL35 [1]                                                      | 12 de junio de 2002                                     |
| (51983) Hönig [1]                                                          | 19 de septiembre de 2001                                |
| (52005) Maik [1]                                                           | 8 de febrero de 2002                                    |
| (52057) Clarkhowell [2]                                                    | 15 de agosto de 2002                                    |
| (55331) Putzi [1]                                                          | 21 de septiembre de 2001                                |
| (55395) 2001 SY285 [1]                                                     | 28 de septiembre de 2001                                |
| (55555) DNA [1]                                                            | 19 de diciembre de 2001                                 |
| (55568) 2002 CU15 [1]                                                      | 8 de febrero de 2002                                    |
| (57413) 2001 SE [1]                                                        | 16 de septiembre de 2001                                |
| (57414) 2001 SJ [1]                                                        | 16 de septiembre de 2001                                |
| (57418) 2001 SE4 [1]                                                       | 18 de septiembre de 2001                                |
| (57421) 2001 SY8 [1]                                                       | 19 de septiembre de 2001                                |
| (57508) 2001 SN270 [1]                                                     | 27 de septiembre de 2001                                |
| (57517) 2001 SV285 [1]                                                     | 28 de septiembre de 2001                                |
| (57518) 2001 SB286 [1]                                                     | 28 de septiembre de 2001                                |
| (59097) 1998 WD5                                                           | 20 de noviembre de 1998                                 |
| (59098) 1998 WN7                                                           | 20 de noviembre de 1998                                 |
| (61146) 2000 NO10                                                          | 10 de julio de 2000                                     |
| (61147) 2000 ND11                                                          | 10 de julio de 2000                                     |
| (63883) 2001 SO [1]                                                        | 16 de septiembre de 2001                                |
| (63892) 2001 SX4 [1]                                                       | 18 de septiembre de 2001                                |
| (63896) 2001 SE9 [1]                                                       | 19 de septiembre de 2001                                |
| (64031) 2001 SV169 [1]                                                     | 24 de septiembre de 2001                                |
| (64060) 2001 SM263 [1]                                                     | 25 de septiembre de 2001                                |
| (64070) NEAT [1]                                                           | 24 de septiembre de 2001                                |
| (64088) 2001 SX285 [1]                                                     | 28 de septiembre de 2001                                |
| (64839) 2001 YJ3 [1]                                                       | 19 de diciembre de 2001                                 |
| (65099) 2002 CH13 [1]                                                      | 8 de febrero de 2002                                    |
| (65100) Birtwhistle [1]                                                    | 8 de febrero de 2002                                    |
| (65101) 2002 CS15 [1]                                                      | 8 de febrero de 2002                                    |
| (65148) 2002 CE117 [1]                                                     | 11 de febrero de 2002                                   |
| (68448) Sidneywolff [1]                                                    | 18 de septiembre de 2001                                |
| (68632) 2002 CN7 [1]                                                       | 6 de febrero de 2002                                    |
| (68635) 2002 CT15 [1]                                                      | 8 de febrero de 2002                                    |
| (68645) 2002 CQ52 [1]                                                      | 11 de febrero de 2002                                   |
| (72949) 2002 CC43 [1]                                                      | 12 de febrero de 2002                                   |
| (77870) MOTESS [1]                                                         | 16 de septiembre de 2001                                |
| (77871) 2001 SC9 [1]                                                       | 19 de septiembre de 2001                                |
| (78070) 2002 LG5 [1]                                                       | 6 de junio de 2002                                      |
| (78092) 2002 LD30 [1]                                                      | 10 de junio de 2002                                     |
| (78928) 2003 SR128 [1]                                                     | 20 de septiembre de 2003                                |
| (81913) 2000 NX10                                                          | 10 de julio de 2000                                     |
| (83360) Catalina [1]                                                       | 16 de septiembre de 2001                                |
| (83361) 2001 SK [1]                                                        | 16 de septiembre de 2001                                |
| (83373) 2001 SA9 [1]                                                       | 19 de septiembre de 2001                                |
| (83374) 2001 SF9 [1]                                                       | 19 de septiembre de 2001                                |
| (83597) 2001 SU263 [1]                                                     | 25 de septiembre de 2001                                |
| (83604) 2001 SG270 [1]                                                     | 26 de septiembre de 2001                                |
| (83605) 2001 SJ270 [1]                                                     | 26 de septiembre de 2001                                |
| (83609) 2001 SE273 [1]                                                     | 24 de septiembre de 2001                                |
| (83987) 2002 LR32 [1]                                                      | 11 de junio de 2002                                     |
| (84342) 2002 TP64 [1]                                                      | 5 de octubre de 2002                                    |
| (88704) 2001 SF [1]                                                        | 16 de septiembre de 2001                                |
| (87138) 2000 NA11                                                          | 10 de julio de 2000                                     |
| (88796) 2001 SB116 [1]                                                     | 22 de septiembre de 2001                                |
| (88880) 2001 SF270 [1]                                                     | 25 de septiembre de 2001                                |
| (88886) 2001 SA286 [1]                                                     | 28 de septiembre de 2001                                |
| (89831) 2002 CW4 [1]                                                       | 5 de febrero de 2002                                    |
| (89956) Leibacher [1]                                                      | 6 de junio de 2002                                      |
| (90453) 2004 CM [2]                                                        | 6 de febrero de 2004                                    |
| (95220) 2002 CQ15 [1]                                                      | 8 de febrero de 2002                                    |
| (95238) 2002 CH43 [1]                                                      | 12 de febrero de 2002                                   |
| (95461) 2002 DZ2 [1]                                                       | 21 de febrero de 2002                                   |
| (99447) 2002 CX25 [1]                                                      | 10 de febrero de 2002                                   |
| (99453) 2002 CW42 [1]                                                      | 12 de febrero de 2002                                   |
| (99454) 2002 CZ42 [1]                                                      | 12 de febrero de 2002                                   |
| (109878) 2001 SG [1]                                                       | 16 de septiembre de 2001                                |
| (109879) 2001 SL [1]                                                       | 16 de septiembre de 2001                                |
| (109883) 2001 SC4 [1]                                                      | 18 de septiembre de 2001                                |
| (109886) 2001 SX8 [1]                                                      | 19 de septiembre de 2001                                |
| (110302) 2001 SM270 [1]                                                    | 26 de septiembre de 2001                                |
| (110325) 2001 SZ285 [1]                                                    | 28 de septiembre de 2001                                |
| (111467) 2001 YQ2 [1]                                                      | 19 de diciembre de 2001                                 |
| (111699) 2002 CP15 [1]                                                     | 8 de febrero de 2002                                    |
| (111722) 2002 CF43 [1]                                                     | 12 de febrero de 2002                                   |
| (112245) 2002 LK5 [1]                                                      | 6 de junio de 2002                                      |
| (112276) 2002 LK24 [1]                                                     | 7 de junio de 2002                                      |
| (112292) 2002 LJ35 [1]                                                     | 12 de junio de 2002                                     |
| (112658) 2002 PQ86 [1]                                                     | 13 de agosto de 2002                                    |
| (113618) 2002 TZ58 [1]                                                     | 4 de octubre de 2002                                    |
| (114325) 2002 XM59 [2]                                                     | 12 de diciembre de 2002                                 |
| (114628) 2003 ET16 [2]                                                     | 8 de marzo de 2003                                      |
| (114753) 2003 HP42 [2]                                                     | 28 de abril de 2003                                     |
| (115328) 2003 SR222 [1]                                                    | 28 de septiembre de 2003                                |
| (119836) 2002 CS12 [1]                                                     | 8 de febrero de 2002                                    |
| (119837) 2002 CY12 [1]                                                     | 8 de febrero de 2002                                    |
| (123860) Davederrick [2]                                                   | 16 de febrero de 2001                                   |
| (124561) 2001 ST [1]                                                       | 17 de septiembre de 2001                                |
| (124562) 2001 SU [1]                                                       | 17 de septiembre de 2001                                |
| (126428) 2002 CU4 [1]                                                      | 5 de febrero de 2002                                    |
| (126473) 2002 CA43 [1]                                                     | 12 de febrero de 2002                                   |
| (127388) 2002 LF5 [1]                                                      | 6 de junio de 2002                                      |
| (131186) Pauluckas [2]                                                     | 16 de febrero de 2001                                   |
| (131500) 2001 SK270 [1]                                                    | 26 de septiembre de 2001                                |
| (131700) 2001 YN [1]                                                       | 17 de diciembre de 2001                                 |
| (131898) 2002 BB1 [1]                                                      | 19 de enero de 2002                                     |
| (131928) 2002 CV4 [1]                                                      | 5 de febrero de 2002                                    |
| (131933) 2002 CC13 [1]                                                     | 8 de febrero de 2002                                    |
| (131934) 2002 CF13 [1]                                                     | 8 de febrero de 2002                                    |
| (131960) 2002 CB43 [1]                                                     | 12 de febrero de 2002                                   |
| (131961) 2002 CD43 [1]                                                     | 12 de febrero de 2002                                   |
| (131967) 2002 CR52 [1]                                                     | 12 de febrero de 2002                                   |
| (135239) 2001 SH9 [1]                                                      | 19 de septiembre de 2001                                |
| (135532) 2002 CR12 [1]                                                     | 7 de febrero de 2002                                    |
| (135891) 2002 TU63 [1]                                                     | 4 de octubre de 2002                                    |
| (140261) 2001 SJ263 [1]                                                    | 25 de septiembre de 2001                                |
| (140265) 2001 SL270 [1]                                                    | 26 de septiembre de 2001                                |
| (141433) 2002 CX12 [1]                                                     | 8 de febrero de 2002                                    |
| (141443) 2002 CX42 [1]                                                     | 12 de febrero de 2002                                   |
| (141911) 2002 PQ79 [1]                                                     | 13 de agosto de 2002                                    |
| (142559) 2002 TO64 [1]                                                     | 5 de octubre de 2002                                    |
| (146548) 2001 SU285 [1]                                                    | 28 de septiembre de 2001                                |
| (149053) 2002 CW12 [1]                                                     | 8 de febrero de 2002                                    |
| (149307) 2002 UQ1 [1]                                                      | 28 de octubre de 2002                                   |
| (151292) 2002 CD13 [1]                                                     | 8 de febrero de 2002                                    |
| (154027) 2002 CU42 [1]                                                     | 12 de febrero de 2002                                   |
| (154028) 2002 CV42 [1]                                                     | 12 de febrero de 2002                                   |
| (154302) 2002 UQ3 [1]                                                      | 29 de octubre de 2002                                   |
| (156037) 2001 SQ [1]                                                       | 16 de septiembre de 2001                                |
| (158432) 2002 CJ13 [1]                                                     | 8 de febrero de 2002                                    |
| (158520) Ricardoferreira [1]                                               | 19 de marzo de 2002                                     |
| (159631) 2002 CA13 [1]                                                     | 8 de febrero de 2002                                    |
| (159717) 2003 AO8 [2]                                                      | 5 de enero de 2003                                      |
| (159853) 2004 FK4 [2]                                                      | 20 de marzo de 2004                                     |
| (161006) 2002 EV2 [1]                                                      | 10 de marzo de 2002                                     |
| (161073) 2002 LH35 [1]                                                     | 12 de junio de 2002                                     |
| (163341) 2002 LP32 [1]                                                     | 11 de junio de 2002                                     |
| (163731) 2003 KD [2]                                                       | 20 de mayo de 2003                                      |
| (163733) 2003 KJ4 [2]                                                      | 20 de mayo de 2003                                      |
| (166372) 2002 LO32 [1]                                                     | 11 de junio de 2002                                     |
| (169517) 2002 EW2 [1]                                                      | 10 de marzo de 2002                                     |
| (179808) 2002 TY69 [1]                                                     | 9 de octubre de 2002                                    |
| (182836) 2002 CM7 [1]                                                      | 6 de febrero de 2002                                    |
| (183563) 2003 MD4 [2]                                                      | 22 de junio de 2003                                     |
| (188454) 2004 JK5 [2]                                                      | 12 de mayo de 2004                                      |
| (189693) 2001 SO270 [1]                                                    | 27 de septiembre de 2001                                |
| (194732) 2001 YL3 [1]                                                      | 19 de diciembre de 2001                                 |
| (195009) 2002 CK13 [1]                                                     | 8 de febrero de 2002                                    |
| (196478) 2003 KC [2]                                                       | 20 de mayo de 2003                                      |
| (197208) 2003 WY7 [1]                                                      | 18 de noviembre de 2003                                 |
| (197216) 2003 WR26 [2]                                                     | 20 de noviembre de 2003                                 |
| (201161) 2002 LF35 [1]                                                     | 11 de junio de 2002                                     |
| (201758) 2003 WC26 [2]                                                     | 21 de noviembre de 2003                                 |
| (203532) 2002 CU12 [1]                                                     | 8 de febrero de 2002                                    |
| (206141) 2002 TA59 [1]                                                     | 4 de octubre de 2002                                    |
| (206314) 2003 KS9 [2]                                                      | 25 de mayo de 2003                                      |
| (208919) 2002 UW1 [1]                                                      | 28 de octubre de 2002                                   |
| (211045) 2002 CE43 [1]                                                     | 12 de febrero de 2002                                   |
| (213314) 2001 SG9 [1]                                                      | 19 de septiembre de 2001                                |
| (222753) 2002 CY25 [1]                                                     | 10 de febrero de 2002                                   |
| (222925) 2002 LQ32 [1]                                                     | 11 de junio de 2002                                     |
| (223156) 2002 XP35 [1]                                                     | 7 de diciembre de 2002                                  |
| (230530) 2002 XO35 [1]                                                     | 5 de diciembre de 2002                                  |
| (240385) 2003 TV3 [1]                                                      | 1 de octubre de 2003                                    |
| (247264) 2001 SW8 [1]                                                      | 19 de septiembre de 2001                                |
| (250369) 2003 TY [1]                                                       | 4 de octubre de 2003                                    |
| (258197) 2001 SW285 [1]                                                    | 28 de septiembre de 2001                                |
| (286911) 2002 PR86 [1]                                                     | 13 de agosto de 2002                                    |
| (287351) 2002 US1 [1]                                                      | 28 de octubre de 2002                                   |
| (287655) 2003 MW2 [2]                                                      | 25 de junio de 2003                                     |
| (287656) 2003 MF4 [2]                                                      | 23 de junio de 2003                                     |
| (302367) 2002 CV12 [1]                                                     | 8 de febrero de 2002                                    |
| (302376) 2002 CG43 [1]                                                     | 12 de febrero de 2002                                   |
| (307101) 2002 CB13 [1]                                                     | 8 de febrero de 2002                                    |
| (307389) 2002 TY10 [1]                                                     | 3 de octubre de 2002                                    |
| (354312) 2002 UN1 [1]                                                      | 28 de octubre de 2002                                   |
| (359733) 2011 UY37 [2]                                                     | 1 de junio de 2010                                      |
| (366154) 2012 EK15 [2]                                                     | 6 de enero de 2003                                      |
| (366203) 2012 PQ13 [2]                                                     | 15 de febrero de 2010                                   |
| (387691) 2002 UV1 [1]                                                      | 28 de octubre de 2002                                   |
| (399536) 2003 MV2 [2]                                                      | 25 de junio de 2003                                     |
| (405154) 2002 TN64 [1]                                                     | 5 de octubre de 2002                                    |
| (430689) 2003 XL10 [2]                                                     | 5 de diciembre de 2003                                  |
| (463886) 2014 UO84 [2]                                                     | 22 de febrero de 2001                                   |
| - [1] Codescubierto con C. W. Juels - [2] Codescubierto con M. B. Schwartz |                                                         |

Paulo R. Holvorcem (nacido el 10 de junio de 1967) es un matemático y astrónomo aficionado que vive en Campinas, Brasil.

## Semblanza
Holvorcem ha desarrollado nuevos métodos numéricos para simular ondas en fluidos rotatorios y en el espacio libre. Desde 1996 ha estado observando objetos cercanos a la Tierra y desarrollando software que asigna eficientemente el tiempo del telescopio durante observaciones automatizadas.
Es un prolífico descubridor de asteroides, estando acreditado por el Minor Planet Center como descubridor o codescubridor (con Charles W. Juels) de alrededor de 200 asteroides entre 1998 y 2003.
Holvorcem junto a Juels también descubrió dos cometas: C/2002 Y1 (Juels-Holvorcem) y C/2005 N1 (Juels-Holvorcem).

## Eponimia
- El asteroide (13421) Holvorcem fue nombrado así en su honor.[2]